# ك. ج. نونز
كارل جيمس نونز (بالإنجليزية: Karl James Noons؛ مواليد 7 ديسمبر 1982) هو مُقاتل فنون قتالية مختلطة أمريكي مُعتزل.

## وصلات خارجية
- ك. ج. نونز على موقع بوكس ريك (الإنجليزية) (registration required)
- ك. ج. نونز على موقع يو إف سي (الإنجليزية)
- ك. ج. نونز على موقع شيردوغ (الإنجليزية)
- ك. ج. نونز على موقع Tapology.com (الإنجليزية)
- ك. ج. نونز على موقع IMDb (الإنجليزية)